# Уоллес, Майк
Мирон Леон «Майк» Уоллес (англ. Myron Leon "Mike" Wallace; 9 мая 1918[…], Бруклайн, Массачусетс — 7 апреля 2012[…], Нью-Хейвен) — американский журналист, телеведущий, ведущий телеигр, актёр, деятель средств массовой информации. В течение 60-летней карьеры брал интервью у выдающихся личностей, среди которых Дэн Сяопин, Аятолла Хомейни, Курт Вальдхайм, Ясир Арафат, Анвар Садат, Эрих Фромм, Владимир Горовиц и Сальвадор Дали. За интервью с Махмудом Ахмадинеджадом Уоллесу в возрасте 81 года вручили его 21-ю премию Эмми.
Был одним из журналистов в телепрограмме 60 minutes , которая появилась на телеканале CBS в 1968 г.

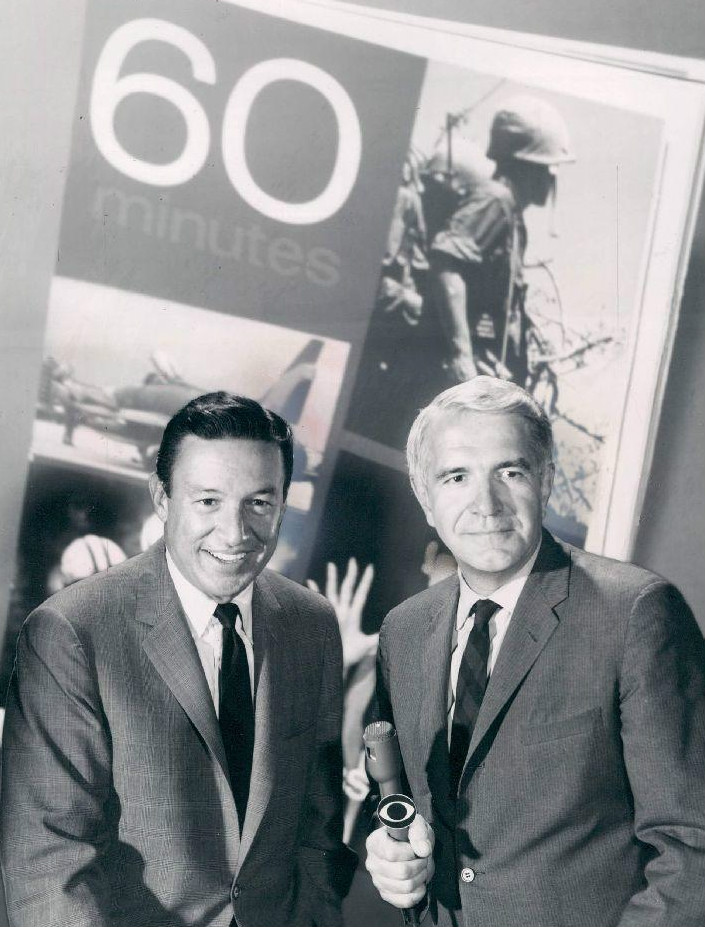
Уоллес и Гарри Ризонер на премьере «60 минут» в 1968 году.

## Биография
Майкл Уоллес, фамилия которого изначально звучала как Волек (Wallik), родился 9 мая 1918 года в городе Бруклайне, штат Массачусетс, США в семье российских эмигрантов-евреев Франка и Зины (Шарфман) Уоллес. Его отец был лавочником и страховым брокером. В 1935 году Майк окончил среднюю школу. Через четыре года он окончил Мичиганский университет с дипломом бакалавра искусств. Ещё в университете он был репортёром для Michigan Daily.
У Уоллеса было двое детей от его первой жены, Нормы Капхан. Его младший сын Крис также журналист. Старший сын Питер в возрасте 19 лет погиб во время альпинистского восхождения в Греции в 1962 году.
С 1949 по 1954 год Уоллес был женат на Патриции «Бафф» Кобб, актрисе и падчерице Глэдис Свартоут. В начале 1950-х годов они оба устраивали «Шоу Майка и Баффа» (Mike and Buff Show) на телеканале CBS. Они также вели передачу «Вокруг города» в 1951 и 1952 годах.
В течение многих лет Уоллес страдал от депрессии. В статье, которую он написал для Guideposts, Уоллес рассказал: «У меня были дни, когда я чувствовал себя посиневшим, и мне требовалось больше усилий, чем обычно, чтобы справиться с тем, что я должен был сделать». Его состояние ухудшилось в 1984 году после того, как генерал Уэстморленд подал иск за клевету в размере 120 млн $ против Уоллеса и CBS из-за заявления, которые они сделали в документальном фильме «Несчётный враг» (The Uncounted Enemy). Уэстморленд утверждал, что в фильме он показан, как тот, кто манипулировал разведкой. Иск Уэстморленда против CBS позже был отозван после того, как CBS выпустил заявление, объясняющее, что они никогда не намеревались изображать генерала как нелояльного или непатриотичного. Во время разбирательства Уоллес был госпитализирован с диагнозом истощение. Его жена Мэри заставила его пойти к врачу, который диагностировал у Уоллеса клиническую депрессию. Ему был назначен антидепрессант и проведена психотерапия. Из-за убежденности, что его болезнь будет воспринята как слабость, Уоллес держал свой диагноз в секрете, пока он не сообщил об это в интервью с Бобу Костасу. В более позднем интервью коллеге Морли Сафер он признался, что пытался покончить жизнь самоубийством примерно в 1986 году.
Более чем за 20 лет до своей смерти Уоллес получил кардиостимулятор и перенес операцию тройного шунтирования в январе 2008 года. Последние несколько лет своей жизни он жил в лечебном учреждении. В 2011 году хозяин CNN Ларри Кинг посетил его и сообщил, что он был в хорошем настроении, но его физическое состояние заметно ухудшалось.
Уоллес считал себя политически умеренным. Он дружил с Нэнси Рейган и её семьей более 75 лет. Никсон хотел сделать его своим пресс-секретарём.
Последние годы жизни провёл в доме престарелых в штате Коннектикут. Скончался 7 апреля 2012 года на 94 году жизни. Выпуск программы «60 Minutes» от 15 апреля 2012 года был полностью посвящён Майку Уоллесу.
В 1999 году режиссёр Майкл Манн снял драматический триллер «Свой человек», рассказывающий о крупнейшем в истории США корпоративном скандале. Фильм номинировался на 7 статуэток премии «Оскар», роль Майка Уоллеса исполнил Кристофер Пламмер, выдвинутый за неё на несколько кинопремий мира.

## Карьера
С 1940 году он стал работать фрилансером на радио в Чикаго. С 1943 года Уоллес служил в ВМС США, но не участвовал в боевых действиях. В 1946 году он вернулся в Чикаго. С конца 1940-х годов он стал штатным диктором на радио CBS. В 1949 году он снялся в полицейской драме Stand By for Crime.
Он работал ведущим журналистом для программы 60 Minutes. В 2006 году он покинул программу как штатный корреспондент, но продолжал вносить вклад до 2008 года. Своё последнее интервью взял у бейсболиста Роджера Клеменса.

## Биография и автобиографии
- Rader, Peter. 'Mike Wallace: A Life'. New York: Thomas Dunne Books, 2012. ISBN 0-312-54339-5.
- Close Encounters: Mike Wallace’s Own Story. New York: William Morrow, 1984. ISBN 0-688-01116-0 (в соавторстве с Gary Paul Gates).
- Between You and Me: A Memoir. New York: Hyperion, 2005 (в соавторстве с Gary Paul Gates).